# بينوا كوري
بينوا جورج كوري (بالفرنسية: Benoît Georges Cœuré
نطق فرنسي: [bənwa kœʁe]
)‏ من مواليد 17 مارس 1969 هو اقتصادي فرنسي يشغل منصب رئيس هيئة المنافسة الفرنسية ‏ منذ عام 2022. عمل سابقًا كعضو في المجلس التنفيذي للبنك المركزي الأوروبي من 2012 إلى 2019.